# Karen DeSanto
Karen Cecile DeSanto, nacida Rylander  (Sacramento, California, 3 de julio de 1964) es una educadora, política demócrata y artista de circo estadounidense. Es miembro de la Asamblea del Estado de Wisconsin y representa al distrito 40 desde 2025.

## Trayectoria
Karen DeSanto nació como Karen Rylander en Sacramento, California, el 3 de julio de 1964. Es una de los cuatro hijos de Marguerite y Roy Rylander. Se crio y educó en Sacramento, graduándose de la escuela secundaria Luther Burbank. Comenzó trabajando como payaso profesional, especializándose en fiestas de cumpleaños infantiles.
Adoptó el apellido DeSanto después de casarse con su compañero artista Greg DeSanto en 1995, un payaso profesional que se graduó en 1985 del Ringling Bros. and Barnum & Bailey Clown College y que ha producido, escrito y dirigido material original para los payasos del Ringling Brothers and Barnum & Bailey Circus.
A principios de la década de 1990, asistió a un campamento de payasos en Wisconsin que la animó a entrar en el Ringling Bros. and Barnum & Bailey Clown College, donde se formó y se graduó en 1993. Después, trabajó en la unidad Ringling's Blue donde fue miembro del programa de payasos del hospital Clown Care del Big Apple Circus, Fue una de las instructoras de payasos más importantes del país y desarrolló programas de enseñanza para el programa Arts-In-Education del circo, el National Circus Project y Ocean Park Amusements. Ha actuado en el Carnegie Hall, el desfile del Día de Acción de Gracias de Macy's. Es autora de artículos publiicados en la revista Rosie y en el libro infantil Star saves the Circus.
Junto con su esposo, los DeSanto fueron consultores para Feld Entertainment y dirigieron el material de payasos para muchas ediciones el Ringling. Fueron cómicos protagonistas en cruceros y en circos de diferentes partes del mundo. Durante siete temporadas, fueron los payasos residentes en el Circus World Museum en Baraboo, Wisconsin, y aparecieron juntos en la producción de Big Apple Circus de 2005-06, Grandma Goes To Hollywood. Se separaron profesionalmente y se divorciaron en 2019.
Fue directora ejecutiva de Boys & Girls Clubs del centro oeste de Wisconsin de 2011 a 2024. A lo largo de sus doce años, duplicó el número de instalaciones de clubes de niños y niñas en su región, de 2 a 4.
Obtuvo su primera candidatura a un cargo público en 2024, postulándose para la Asamblea Estatal de Wisconsin en el distrito 40 de la Asamblea. Tras la redistribución de distritos legislativos, después de que la Corte Suprema del estado anulara una manipulación republicana de los distritos electorales que había existido durante una década. El condado de Sauk, se vio significativamente afectado por esta decisión. El nuevo distrito 40 se extendía desde el noroeste del condado de Columbia hasta el este y sur del condado de Sauk; ningún representante en ejercicio residía en el nuevo distrito. DeSanto fue una de los tres candidatos que buscaban la nominación del Partido Demócrata. Ganó las primarias obteniendo el 53  % de los votos. En las elecciones generales, derrotó a Jerry Helmer, presidente del Partido Republicano del condado de Sauk.  Asumió el cargo en enero de 2025.

## Reconocimientos
En 2018, InBusiness Madison le otorgó el premio Mujeres en la Industria. Además, fue nombrada Directora Ejecutiva del Año de Wisconsin 2019, Directora Ejecutiva del Año de la Región del Medio Oeste 2020 y Directora Ejecutiva del Año 2021 de National Boys & Girls Clubs of America.